# Suitsupply
Suitsupply is een Nederlandse onderneming in herenkleding, schoenen en accessoires die internationaal opereert. Het bedrijf is in 1999 opgericht door Fokke de Jong. In 2019 had het bedrijf 125 winkels in 25 landen en ongeveer 2.000 werknemers. Het hoofdkantoor is sinds eind 2020 gevestigd aan de rand van de Zuidas, tegenover de RAI Amsterdam. Daarnaast heeft het een Amerikaans hoofdkantoor in New York.

## Geschiedenis
Oprichter De Jong verkocht als student op de campus herenpakken die hij uit Italië importeerde. Toen dit goed liep, stopte hij met zijn studie rechten en begon hij een webshop in kostuums. Het bedrijf opende de eerste fysieke winkel op verzorgingsplaats Den Ruygen Hoek langs de A4 nabij Hoofddorp, waar anno 2025 nog steeds een winkel is gevestigd.
De kleding werd op dat moment geproduceerd in Turkije en Tsjechië met Italiaanse stoffen. Later vond er ook productie plaats in China. Het bedrijf stopte in 2002 met de onlineverkoop, nadat was gebleken dat het merendeel van de klanten de maatpakken in de fysieke winkels kocht en vanwege de problematiek rondom retourstromen van niet-passende kleding en hierdoor ontstane klantontevredenheid.
Nadat Suitsupply in de jaren daarna meerdere winkels in Nederland opende, breidde de onderneming verder uit met winkels over de hele wereld. Onder andere in België, Canada, Duitsland, Italië, Letland, Litouwen, Mexico, Rusland, Singapore, Verenigd Koninkrijk, Wit-Rusland en Zuid-Afrika. Na de opening van winkels in de Verenigde Staten zette het bedrijf in 2015 de stap naar China. De eerste winkel opende in Shanghai en in 2016 volgde er een in Hong Kong.
In 2018 steeg de omzet van het bedrijf naar 289,2 miljoen euro, maar leed het een verlies van 9,6 miljoen euro. Wel behaalde het bedrijf een positief bedrijfsresultaat van rond de 19 miljoen euro. Begin 2019 kreeg het bedrijf een miljoeneninjectie van NPM Capital, een investeringsmaatschappij van SHV Holdings, ter financiering van verdere groei in China.
In 2020 daalde de omzet met 39% tot 205 miljoen euro (t.o.v. 336 miljoen euro in 2019) en werd er een verlies geleden van 109,7 miljoen euro (t.o.v. 1,8 miljoen euro verlies in 2019). Naar eigen zeggen werd deze daling veroorzaakt door de sluiting van winkels en het afgelasten van feesten en partijen, als gevolg van de coronacrisis.

## Organisatie

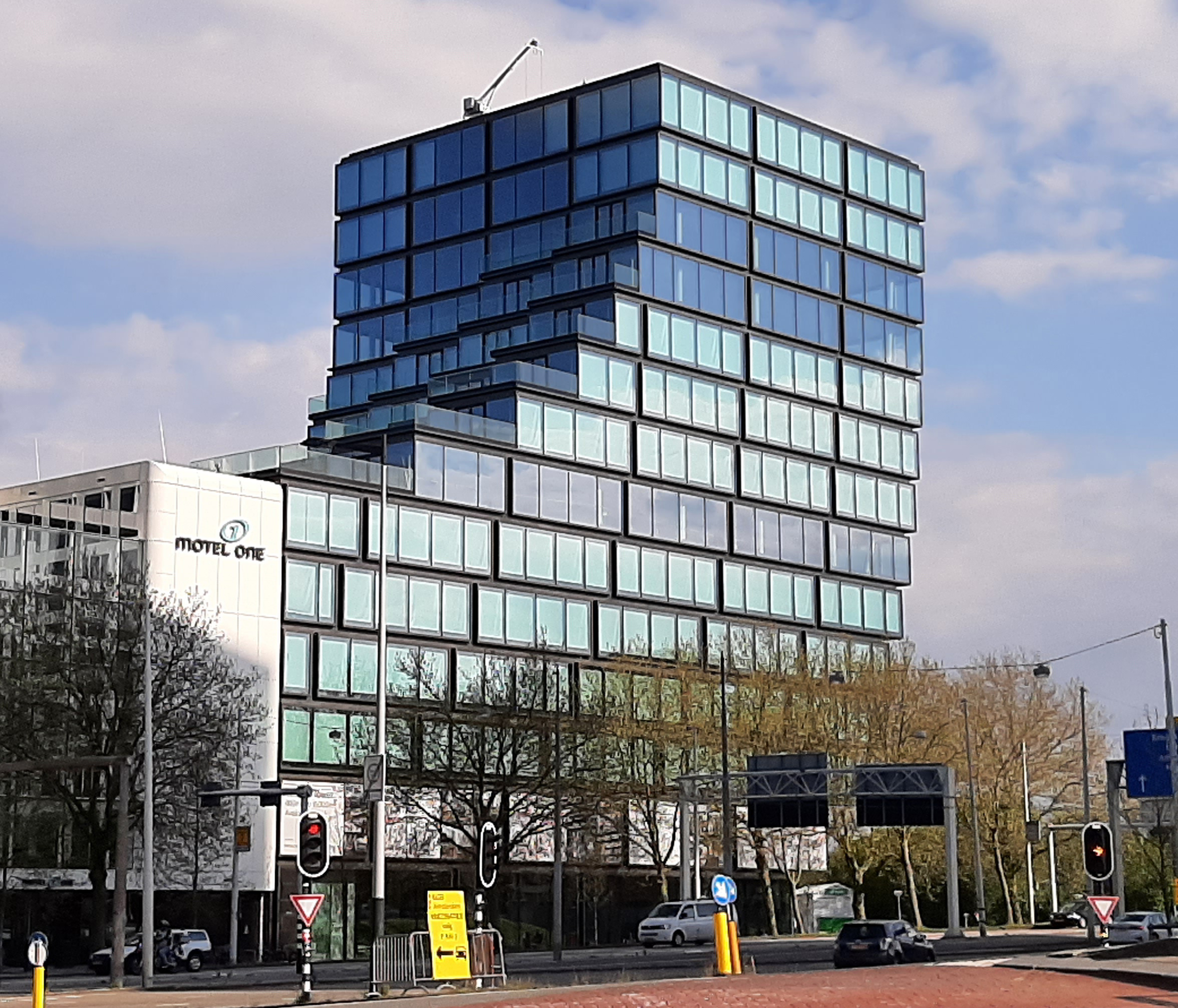
De Terrace Tower, het nieuwe hoofdkantoor aan de Zuidas in 2021

### Bestuur
| Suitsupply     |                         |
| Naam           | Functie                 |
| Fokke de Jong  | Chief Executive Officer |
| David Dijkhuis | Chief Financial Officer |

### Hoofdkantoor
Tot eind 2020 was het hoofdkantoor van Suitsupply gevestigd op bedrijventerrein De Omval te Amsterdam. Sinds 2017 werd er gebouwd aan een nieuw hoofdkantoor vlakbij de Zuidas. De Terrace Tower werd in 2020 opgeleverd, waarna het bedrijf er zijn intrek nam. Het gebouw werd begin 2021 door De Jong verkocht aan het Duitse Deka Immobilien voor 180 miljoen euro. Naast het Amsterdamse hoofdkantoor heeft het bedrijf ook een Amerikaans hoofdkantoor in de stad New York.

### Winkels
Anno april 2021 heeft het bedrijf 124 vestigingen in 25 landen:
- Australië: 1
- België: 5
- Canada: 5
- China: 8
- Colombia: 1
- Denemarken: 1
- Duitsland: 6
- Estland: 1
- Finland: 1
- Frankrijk: 1
- Italië: 1
- Letland: 1
- Litouwen: 1
- Nederland: 25
- Panama: 1
- Rusland: 6
- Singapore: 1
- Spanje: 1
- Verenigd Koninkrijk: 3
- Verenigde Arabische Emiraten: 2
- Verenigde Staten: 37
- Wit-Rusland: 1
- Zuid-Korea: 12
- Zweden: 1
- Zwitserland: 1

## Marketing

### Posters
Suitsupply kwam verschillende keren in de publiciteit vanwege de wijze van aandacht vragen, onder meer omdat reclames te seksistisch gevonden werden. In Engeland werden in 2010 posters voor de nieuwe collectie door sommigen als pornografie bestempeld. In 2018 was er ophef vanwege posters met homo-erotische afbeeldingen. Deze campagne riep zowel positieve als negatieve en zelfs homofobe reacties op. In Nederland werden diverse abri's met Suitsupply-posters beklad of ingeslagen.

### Sponsoring
Suitsupply verzorgde de kleding van de Nederlandse Olympische en Paralympische ploegen tijdens de Olympische Zomerspelen in Beijing, Londen en Rio de Janeiro en tijdens de Winterspelen in Sotsji en Vancouver. In 2018 werd voor de zesde maal kleding verzorgd voor Nederlandse sporters op de Olympische Winterspelen die dat jaar in Pyeongchang gehouden werden.
In 2016 sloot het bedrijf een sponsorcontract met AFC Ajax voor onder meer de levering van officiële pakken, jasjes en broeken voor het eerste team.